# Aethionema cephalanthum
Aethionema cephalanthum är en korsblommig växtart som först beskrevs av Joseph Friedrich Nicolaus Bornmüller, och fick sitt nu gällande namn av Joseph Friedrich Nicolaus Bornmüller. Aethionema cephalanthum ingår i släktet Aethionema och familjen korsblommiga växter. Inga underarter finns listade i Catalogue of Life.